# Itygran
Itygran (ryska: Итыгран) är en obebodd ö i Berings hav utanför Tjuktjerhalvön i Tjuktjien i nordöstra Ryssland. Den upptäcktes år 1827 av Fjodor Litke under en världsomsegling och ingår i Beringia nationalpark. Öns högsta punkt är Gora Itygran som ligger 545 meter över havet.
Området runt Itygran har utnyttjats för valfångst i många hundra år och rester av detta finns bevarat som en mer än 500 meter lång sträcka med valben och valkranier. Käkben av grönlandsval har rests parvis längs öns nordkust som en allé tillsammans med valkranier och med förrådsgropar på jämna avstånd. Anledningen till detta är inte känd, men man tror att Itygran har varit mötes- och handelsplats för lokala stammar. När platsen upptäcktes år 1977 fanns fortfarande valkött kvar i groparna.
Itygran är populär för sin ekoturism och man kan se vitval från stränderna och häckande skarvar, måsfåglar och tofslunne på klippor runt ön.

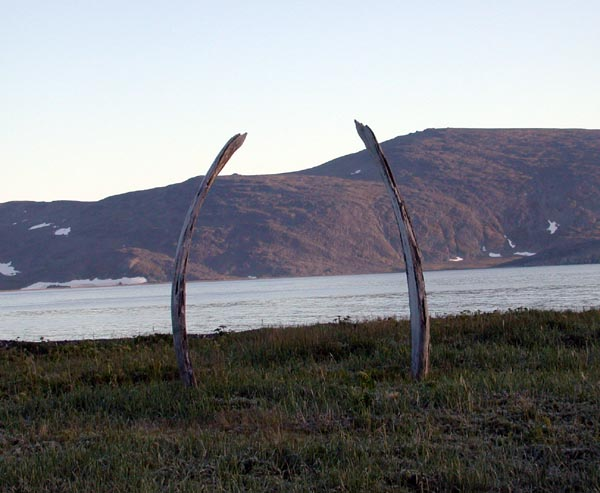
Käkben av val.
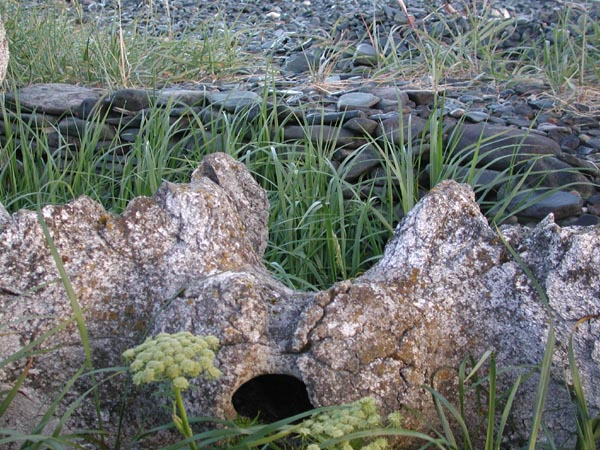
Förrådsgrop.